# Komichi no Hana
Singles de Crystal Kay
Teenage Universe ~Chewing Gum Baby
(1999) Shadows of Desire
(2000)
Komichi no Hana est le 3e single de la chanteuse Crystal Kay sorti sous le label Sony Music Entertainment Japan le 3 novembre 1999 au Japon. Il atteint la 80e place du classement de l'Oricon et reste classé une semaine.
Komichi no Hana est présente sur l'album C.L.L. ~Crystal Lover Light et sur la compilation Best of Crystal Kay. Good Morning Sue est présente sur la compilation Natural -World Premiere Album-.

## Liste des titres
| 1. | Komichi no Hana (こみちの花)                | Yukari        | Yasushi Ishii | 4:04 |
| 2. | Komichi no Hana (instrumental) (こみちの花) | Yukari        | Yasushi Ishii | 3:57 |
| 3. | Good Morning Sue                            | Shanti Snyder | Yōko Kanno    | 2:01 |